# جری‌ها
جری‌ها (نام علمی: Neomixis) نام یک سرده از تیره سسکیان است.

## گونه‌ها
- جری گلونواری (Neomixis striatigula)
- جری (پرنده) (Neomixis tenella)
- جری سبز (Neomixis viridis)